# جهاز غسل الغاز

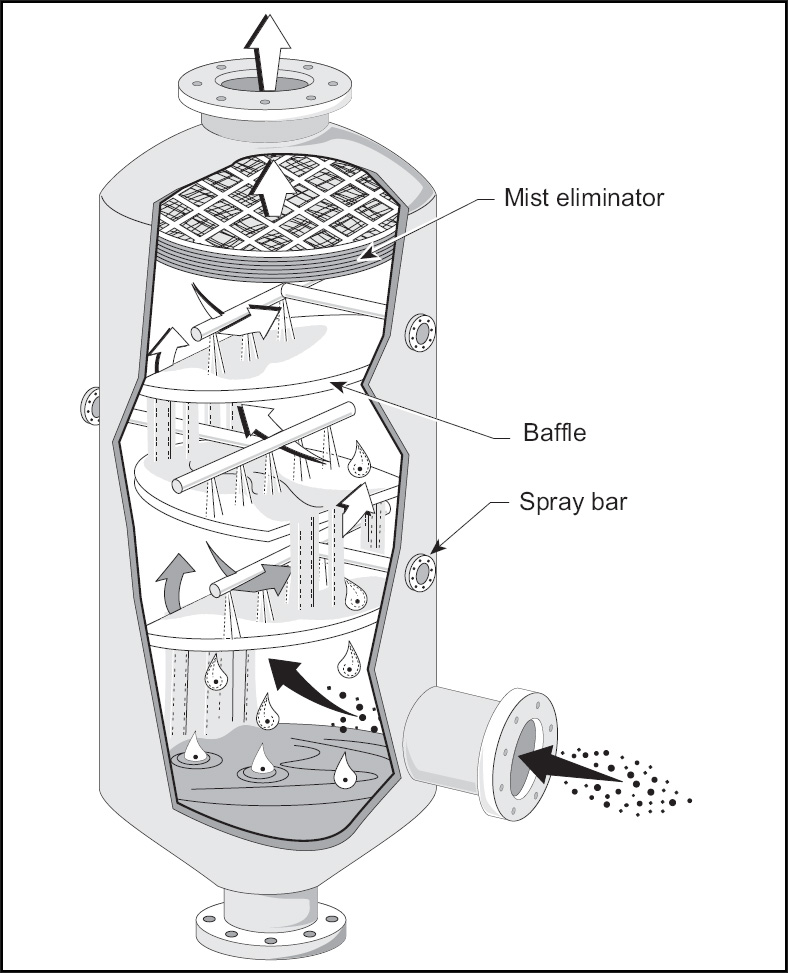

يطلق اسم جهاز غسل الغاز (بالإنجليزية: Scrubber)‏ على مجموعة متنوعة من أجهزة التحكم بتلوث الهواء والتي تستخدم لإزالة الجسيمات والغازات الملوِثة من نواتج العوادم الصناعية. تم تصميم أول جهاز لغسل الغاز لازالة غاز ثنائي أكسيد الكربون من الهواء في الغواصة إستينيو1 (عام 1858) وما تزال اجهزة غسل الغاز تستخدم لنفس الغرض ليومنا هذا. جرت العادة على اطلاق اسم جهاز غسيل الغاز على الانظمة التي تستخدم الماء في غسيل الملوثات من مجاري الغازات. لكن بات الاسم يطلق أيضا على الأجهزة التي تحقن كواشف كيميائية جافة أو ردغة في مجرى العوادم الملوثة بهدف القيام بازالة الغازات الحمضية. يعتبر جهاز غسل الغاز أحد الأجهزة الاساسية في التحكم بالانبعاثات الغازية بالأخص الحمضية منها. يمكن أن يتم استخدام اجزة غسل الغاز أيذا كأجهزة استرجاع حرارة لاسترجاع الطاقة الحرارية عند مرور الغازات الحارة من خلالها وذلك عن طريق تكثيف غازات العادم.

## الغسل بالاحتراق
غالبا ما تكون عمليات الاحتراق السبب في الانبعاثات الغازية الضارة، ولكن في حالات يستخدم الاحتراق في تنقية غازات العادم عندما تكون درجة الحرارة ونسبة الاكسجين ملائمتين.

## الغسل الرطب للغاز
يستخدم جهاز الغسيل الرطب في تنقية الهواء والوقود الغازي وعدة غازات أخرى من أنواع مختلفة من الملوثات وجزيئات الغبار. يقوم مبدأ عمل الغسل الرطب على تماس محلول الغسل مع الملوثات المستهدفة. تتنوع أنواع محاليل الغسيل من الماء (للتنقية من الغبار) إلى محاليل تحتوي على كواشف كيميائية مصممة لاستهداف ملوثات بعينها.
تفيد طريقة الغسل الرطب أيضا في تنقية غازات عوادم العمليات الصناعية التي تحتوي على مواد سامة قابلة للانحلال في الماء أو التي تحتوي على غازات مخرشة مثل حمض كلور الماء والأمونيا.
تزداد فعالية الغسل الرطب للغاز بزيادة فترة مكوث الغاز المراد تنقيته في داخل جهاز الغسل أو بزيادة سطح تماس محلول الغسيل مع الغاز عن طريق استخدام فوهات الترذيذ أو الاعمدة المعبأة، أو الشفاطات. يزيد الغسل الرطب للغاز من كمية الماء المحتواة في الغاز مما يؤدي إلى زيادة اللون الأبيض للغاز عند خروجه من المدخنة (على شكل غيمي).
يمكن لجهاز الغسل الرطب أن يقوم باسترجاع الطاقة الحرارية من الغازات التي تمر فيه من خلال تكثيف غاز العادم. عندما يقوم جهاز الغسيل الرطب بهذه العملية يطلق عليه اسم جهاز غسيل تكثيفي. في هذه الحالة يتم تدوير الماء المتكاثف من مصرف الجهاز إلى فوهات ترذيذ في أعلى الجهاز. يدخل غاز العادم الحار من أسف جهاز الغسل، فإذا كانت درجة حرارته أعلى من نقطة التكاثف للماء فسيتم تبريده من خلال تبخير قطرات الماء ليتكاثف محتوى الغاز من الماء فيزيد من كمية الماء الكلية في دارة جهاز الغسل. توفر طريقة التكثيف هذه كميات مفيدة من الطاقة الحرارية التي يمكن استخدامها لتطبقات الحرارة المنخفضة (أكثر من 2 غيغا جول أي 560 كيلو واط ساعي لكل طن من الماء) والتي يمكن استخدامها في تطبيقات التدفئة المناطقية. يجب مراقبة والتخلص من كميات الماء الزائدة في دارة الماء في جهاز الغسل عند استخدامه كمسترجع حراري.
يجب التنويه إلى أنه عند خروج غاز العادم من جهاز الغسل فإنه يخرج بدرجة حرارة قريبة من درجة التكاثف (نقطة الندى)، لذلك فعلى الرغم من تكاثف كميات معتبرة من محتوى الغاز من الماء، فغالبا ما يخرج مع غاز العادم كميات من بخار الماء لتعطيه لونا أبيض.

## الغسل الجاف للغاز
على عكس الغسل الرطب، لا يقوم نظام الغسل الجاف أو شبه الجاف للغاز باشباعه بالرطوبة. في بعض الحالات لا يتم إضافة أي سائل إلى نظام الغسيل وفي حالات أخرى يتم فقط إضافة كميات من السوائل يمكن أن يتم تبخيرها. لذلك فان أنظمة الغسل الجاف لا تنتج بخار ماء مع غاز العادم الذي تتم معالجته (أي لا تعطيه لونا أبيض) كما لا ينتج عنها مياه صرف بحاجة لمعالجة. يتم استخدام اجهزة الغسيل الجاف لتخليص غازات العادم من الغازات الحمضية (مثل غاز ثنائي أكسيد الكبريت وغاز كلوريد الهيدروجين) الناتجة بشكل أساسي عن عمليات الاحتراق.